# 油山温泉
油山温泉（ゆやまおんせん）は静岡県静岡市葵区油山（旧国駿河国）にある温泉。

## 泉質
- アルカリ性の単純硫黄泉。
- 源泉温度18℃の冷鉱泉。

## 温泉街
温泉街はない。安倍川水系の油山川の源流付近の山あいに、「元湯館」と「油山苑」の2軒の旅館がひっそりと建つ。両館とも、日帰り入浴を受け付けていない。

## 歴史
開湯時期は不詳。戦国時代には、駿河を統治していた守護大名・今川義元の母である寿桂尼が当地に湯治で訪れている。
2022年（令和4年）9月24日、台風15号での豪雨によって土石流が発生し、油山温泉・元湯館の建物が全壊。油山苑も一時休業に追い込まれた。元湯館は建物を建て直して2025年の再開を目指している。油山苑は2023年（令和5年）11月から食事、2024年（令和6年）2月から宿泊を再開予定である。

## アクセス
JR東海道新幹線・東海道本線 静岡駅よりバス（安倍線、梅ヶ島温泉行に乗車）で約20分。
新東名高速道路・新静岡ICから、井川・梅ヶ島方面へ車で約10分。